# Fightstar
Fightstar é uma banda de rock alternativo britânica da cidade de Londres, formada em 2003. A formação original é composta por Charlie Simpson (vocalista, guitarrista e tecladista), Alex Westaway (guitarrista e vocalista), Dan Haigh (baixo) e Omar Abidi (bateria). Embora seja geralmente associada ao post-hardcore (devido, principalmente, ao seu primeiro álbum) o grupo também é conhecido por incorporar elementos de hard rock, heavy metal, rock progressivo e música acústica.
A primeira atuação da banda foi numa estação de rádio em Northampton, Inglaterra. Nesta época, o guitarrista Charlie Simpson fazia parte da banda chamada Busted, de onde saiu em 14 de janeiro de 2005.

## Membros

### Charlie Simpson
Charlie (vocalista/guitarrista): Conhecido também por Simo ou Chaz, já foi membro de uma banda de renome no Reino Unido, chamada Busted. Deixou a banda em 2005 para aprofundar o seu novo projecto, os Fightstar. Vive em Londres, mas nasceu em Ipswich, que fica em Suffolk. As suas preferências musicais baseiam-se em Nirvana e Deftones. Tem mais dois irmãos nas bandas Union Sound Set e Brigade.

### Alex Westaway
Alex (guitarrista/vocalista): Nascido em Northampton, tocou em algumas bandas antes de regressar a Londres e fomar a banda Fightstar. Pode-se dizer que o Al, foi o fim condutor para a formação da banda, visto que foi através dele que o resto dos membros se conheceu. É ele quem faz o design da banda.

### Omar Abidi
Omar (baterista): Nasceu em Londres, a sua mãe é portuguesa (mais precisamente de Vila Real) e o seu pai tunisino. Ele se formou com o vocalista Charlie Simpson em 2003.

### Dan Haigh
Dan (baixista): É mais velho da banda (1982) e é de Grimsb, norte da Inglaterra. Foi colega do Alex Westaway na escola, mas também já teve outras bandas antes de entrar para o Fightstar, como por exemplo: Blind Oppression, Infliction e 4 Day Week. Foi ele quem fez o primeiro videoclipe dos Fightstar, Palahnuik's Laughter.

## Discografia

### EP
- They Liked You Better When You Were Dead (2005)

### Álbuns de estúdio
- Grand Unification (2006)
- One Day Son, This Will All Be Yours (2007)
- Be Human (2009)
- Behind The Devil's Back (2015)

### Compilações
- Alternate Endings (2008)